# Khanya Mkangisa
Khanya Mkangisa es una actriz sudafricana. Es más conocida por su participación en las series Isidingo, Shattered, Step Up to a Start Up y Harvest. También se ha desempeñado como presentadora de televisión y DJ.

## Biografía
Mkangisa nació el 13 de marzo de 1988 en Peddie, Sudáfrica. Asistió a la Escuela Sudafricana de Medios Cinematográficos y Actuaciones en Vivo.

## Carrera profesional
En 2004, hizo su primera aparición como actriz en la serie Mthunzini. Com. Posteriormente, protagonizó The Lab1 como 'Refilwe' y Ugugu noAndile. Como presentadora, condujo el programa de baile 'Shield Teen'. También participó en programas como Zone 14 en 2011 e Intersexions. En 2012, actuó en la producción de la BBC Mad Dogs III con el papel de 'Anna'. En 2013, se unió al elenco habitual de la serie Zabalaza como 'Mpilo'.
En el 2019, debutó como DJ y actuó en el festival de fin de semana Jozi to Quilox en Lagos, Nigeria. En 2020, se unió al reparto de la telenovela Muvhango como 'Mbali'.

## Filmografía
| Año  | Título                | Rol             | Tipo                |
| ---- | --------------------- | --------------- | ------------------- |
| 2012 | Forced Love           | Nonhle          | Serie de televisión |
| 2014 | Step Up to a Start Up | Joy Rammala     | Película            |
| 2015 | Isidingo              | Aphiwe Nzimande | Serie de televisión |
| 2016 | Doubt                 | Lindiwe         | Serie de televisión |
| 2017 | Harvest               |                 | Serie de televisión |